# Grosse Pointe, Michigan
Grosse Pointe är en ort i Wayne County, Michigan, USA. Det är en förort till Detroit.